# ママに花束を!
『ママに花束を!』 （ 原題： Manay Po! ）は、2006年に製作されたフィリピンの映画。
日本では、2009年（第2回）アジアンクィア映画祭（9月19日・21日）にて上映された。（オープニング作品）

## キャスト
- オスカー
- アドリアン：ルイス・アランディ
- オルソン：ジョン・プラッツ
- オルウェル
- ルス：チェリー・パイ・ピカチェ